# Penkill Castle

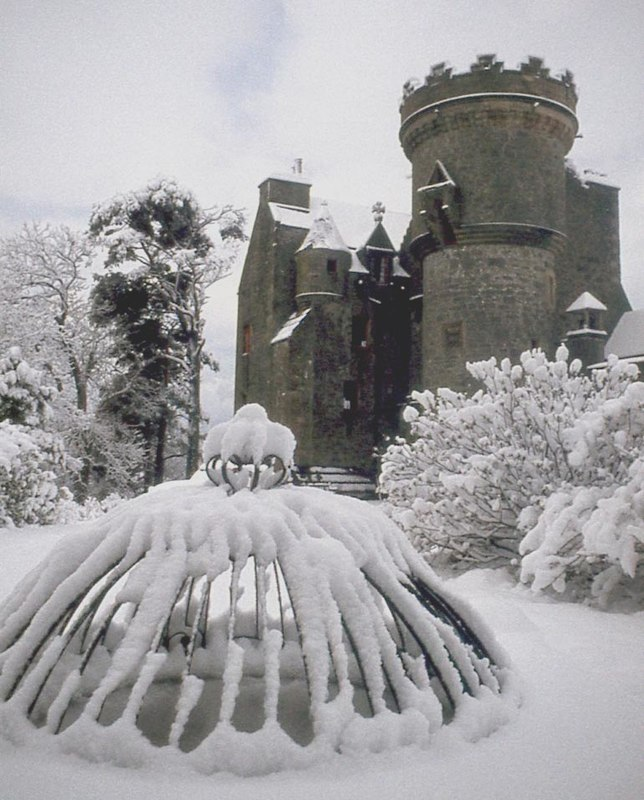
Penkill Castle

Penkill Castle ist ein Schloss nahe der schottischen Ortschaft Old Dailly in der Council Area South Ayrshire. 1971 wurde das Bauwerk in die schottischen Denkmallisten in der höchsten Denkmalkategorie A aufgenommen.

## Geschichte
Mitglieder des Clans Boyd erwarben die Ländereien im frühen 16. Jahrhundert. Ein Kleines Tower House, die Keimzelle von Penkill Castle, wurde dort gegen Ende des Jahrhunderts erbaut. Erst im 17. Jahrhundert, um 1628, wurde das Bauwerk zu heutiger Größe erweitert. In den folgenden Jahrhunderten verfiel Penkill Castle und wurde 1857 als Ruine beschrieben. Zu dieser Zeit wurde es umfassend restauriert und ein Flügel an der Ostseite sowie ein Treppenturm ergänzt.
Penkill Castle spielte eine untergeordnete Rolle in der Geschichte der britischen Präraffaeliten. In den späten 1850er Jahren begann der präraffaelitische Künstler William Bell Scott eine Verbindung mit Alice Boyd, deren Bruder damals der Laird war. Scott besuchte Penkill oft und malte einmal eine Reihe von Wandgemälden, die James I. Gedicht The Kingis Quair im Treppenhaus illustrierten. Er starb am 22. November 1890 in Penkill.
Nachdem sich das Schloss über Jahrhunderte ausschließlich in Besitz der Familie Boyd befunden hatte, wurde es schließlich im 20. Jahrhundert an den US-amerikanischen Geschäftsmann Elton Eckstrand veräußert. Dieser verkaufte Penkill Castle im Jahre 1992 an den kanadischen Chemiker schottischer Abstammung Don Brown. Ein Versuch der schottischen Denkmalbehörden, das Schloss aufzukaufen, scheiterte an mangelnden finanziellen Mitteln. Es wird über einen Kaufpreis um 400.000 £ spekuliert. Etwa ein Jahr später veräußerte Brown das Anwesen an Patrick Dromgoole, den damaligen Vorsitzenden des Senders HTV Wales. Der Kaufpreis wurde nicht veröffentlicht, soll aber um 650.000 £ betragen haben.